# حشره‌خوار کوتوله ساوانا
 حشره‌خوار کوتوله ساوانا (نام علمی: Crocidura nanilla) نام یک گونه از سرده حشره‌خوارهای دندان‌سفید است.